# Ewa Elżbieta Nowakowska
Ewa Elżbieta Nowakowska (ur. 1972 w Krakowie) – polska poetka, tłumaczka i eseistka.

## Życiorys
Tłumaczyła na język polski takich autorów jak m.in.: Laurence Freeman, Thomas Merton, Alice Munro, Garth Nix, Ruth Padel. Tłumaczyła również poezję Ewy Lipskiej na język angielski. Wiersze i opowiadania oraz recenzje publikowała m.in. w eleWatorze, Dekadzie Literackiej, Nowej Dekadzie Krakowskiej, Toposie, Tyglu Kultury. Jako poetka była nominowana do Nagrody Głównej III Ogólnopolskiego Konkursu Poetyckiego im. Jacka Bierezina 1997 oraz do Orfeusza - Nagrody Poetyckiej im. K.I. Gałczyńskiego 2013 (za tom Merton Linneusz Artaud). Laureatka Krakowskiej Książki Miesiąca (kwiecień 2014) za tom Trzy ołówki.

## Książki
poezja:
- Dopiero pod pewnym kątem (Stowarzyszenie Literackie im. K.K. Baczyńskiego, Łódź 1999)
- Nieboskłony (Plus, Kraków 2003)
- Oko (Wydawnictwo Literackie, Kraków 2010)
- Merton Linneusz Artaud (Wydawnictwo Forma, Książnica Pomorska im. Stanisława Staszica, Szczecin 2012)
- Trzy ołówki (Wydawnictwo Austeria Klezmerhojs, Budapeszt-Kraków 2013)
- Nareszcie (Wydawnictwo Forma, Szczecin 2014)

zbiór opowiadań
- Apero na moście (Wydawnictwo Forma, Stowarzyszenie Oficyna, Szczecin 2010)